# Древлянський природний заповідник
Приро́дний запові́дник «Древля́нський» — природоохоронна територія в межах Народицького району Житомирської області. Розташований на південь і схід від смт Народичі, вздовж річки Уж та її правих приток — Лозниця, Ослів і Звіздаль.
Площа заповідника 30991,84 га. Створений 31 грудня 2009 року.
Територія заповідника охоплює значні площі лісів, сильно забруднених радіонуклідами, тобто зони
безумовного відселення, розділені невеликими масивами колишніх сільсько-господарських угідь. Антропогенний вплив на лісові та інші природні екосистеми, а також колишні агроекосистеми понад 20 років після Чорнобильської катастрофи був мінімальний.
Заповідник охоплює землі державної та комунальної власності. Створений з метою збереження унікальних лісових і водно-болотних природних комплексів Українського Полісся, охорони реліктових та ендемічних рослин і тварин та відтворення і збагачення природних лісів регіону. Формування органів управління та фонду заповідника мало тривати протягом 2010—2012 років, згідно з відповідним указом Президента України Віктора Ющенка.

## Історія
Заповідник створено згідно з указом № 1038 Президента України Віктора Ющенка 11 грудня 2009 року. 31 грудня 2009 року указ Президента набрав чинності. Територія заповідника має становити 30872,84 га.
У 2020 році прийнято рішення про надання заповіднику можливості оформити право користування ще на 4200 га земель.

## Флора
Природна флора Древлянського природного заповідника налічує близько 800 видів судинних рослин, що складає близько 53 % флори Українського Полісся. У складі флори судинних рослин переважають родини айстрових (Asteraceae), осокових (Cyperaceae), капустяних (Brassicaceae), розових (Rosaceae), губоцвітих (Lamiaceae), злакових (Poaceae).
У Деревлянському заповіднику мешкають види, що занесені до Бернської конвенції: водяний горіх плаваючий (Trapa natans), змієголовник Рюйша (Dracocephalum ruyschiana), сальвінія плаваюча (Salvinia natans), сон широколистий (Pulsatilla patens), юринея синювата (Jurinea cyanoides), а також види, що занесені до Європейського червоного списку видів, які зникають у всесвітньому масштабі — козельці українські (Tragopogon ucrainicus) та смілка литовська (Silene lithuanica).
Численні у Древлянському заповіднику також види судинних рослин, що занесені до третього видання «Червоної книги України»:
1. Булатка довголиста (Cephalanthera longifolia).
2. Водяний горіх плаваючий (Trapa natans).
3. Гніздівка звичайна (Neottia nidus-avis).
4. Дифазіаструм триколосковий (Diphasiastrum tristachyum).
5. Змієголовник Рюйша (Dracocephalum ruyschiana).
6. Коручка чемерникоподібна (Epipactis helleborine).
7. Косарики черепитчасті (Gladiolus imbricatus).
8. Лілія лісова (Lilium martagon).
9. Любка дволиста (Platanthera bifolia).
10. Осока затінкова (Carex umbrosa).
11. Пальчатокорінник м'ясо-червоний (Dactylorhiza incarnata).
12. Пальчатокорінник Фукса (Dactylorhiza fuchsii).
13. Півники сибірські (Iris sibirica).
14. Плаун колючий (Lycopodium annotinum).
15. Сальвінія плаваюча (Salvinia natans).
16. Сон широколистий (Pulsatilla patens).

Також на території заповідника охоронятимуться популяції багатьох регіонально рідкісних видів флори, таких, як кадило сарматське (Melittis sarmatica), мучниця звичайна (Arctostaphylos uva-ursi), півники угорські (Iris hungarica), суховершки великоквіткові (Prunella grandiflora), тирлич звичайний (Gentiana pneumonanthe), гвоздика стиснуточашечкова (Dianthus stenocalyx), гвоздика несправжньорозчепірена (Dianthus pseudosquarrosus) та ін. У Кліщівському лісництві виявлений локалітет Rhododendron luteum, один з найбільш східних в Україні.

## Галерея

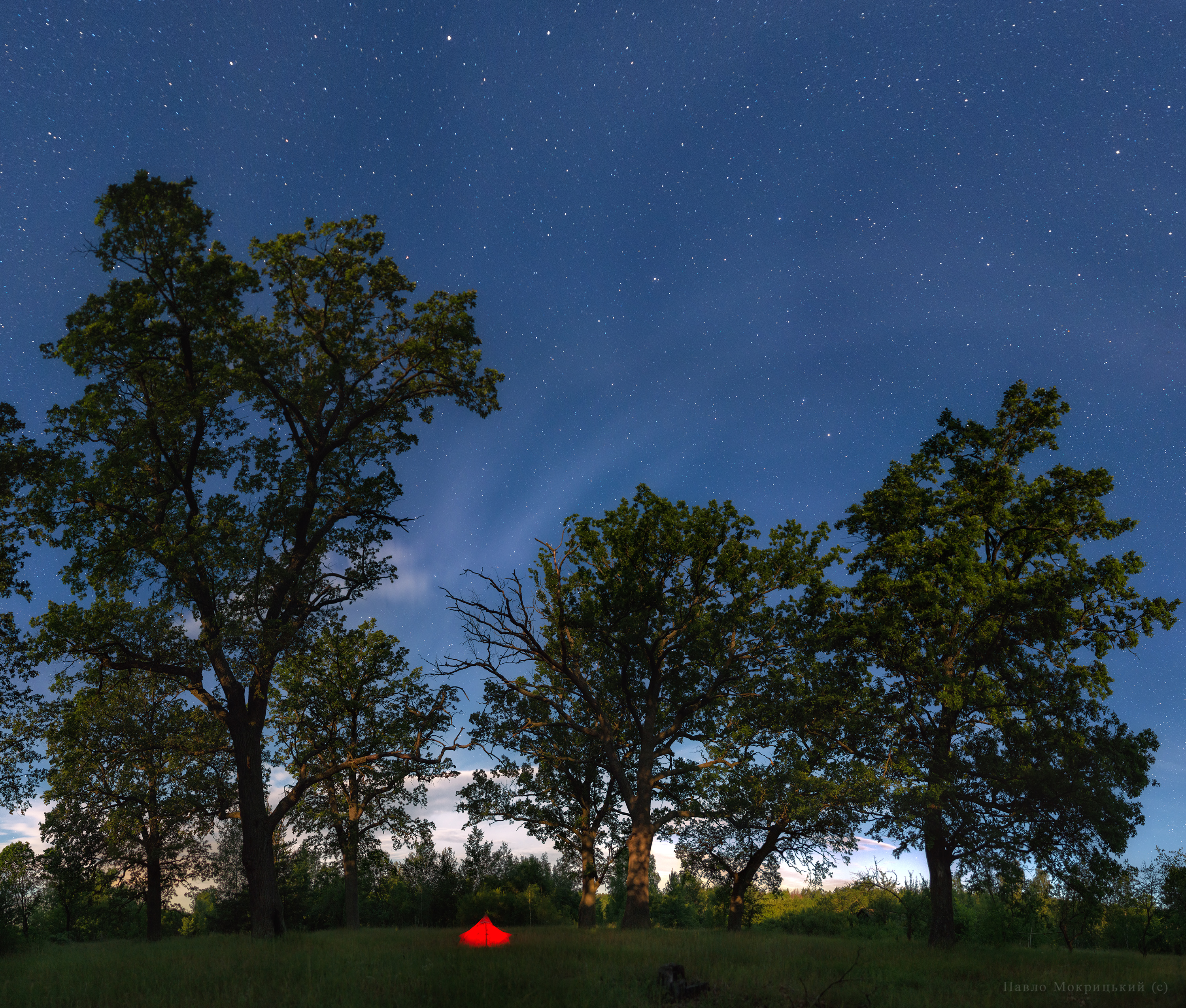
Вікова ацидофільна діброва в заповіднику
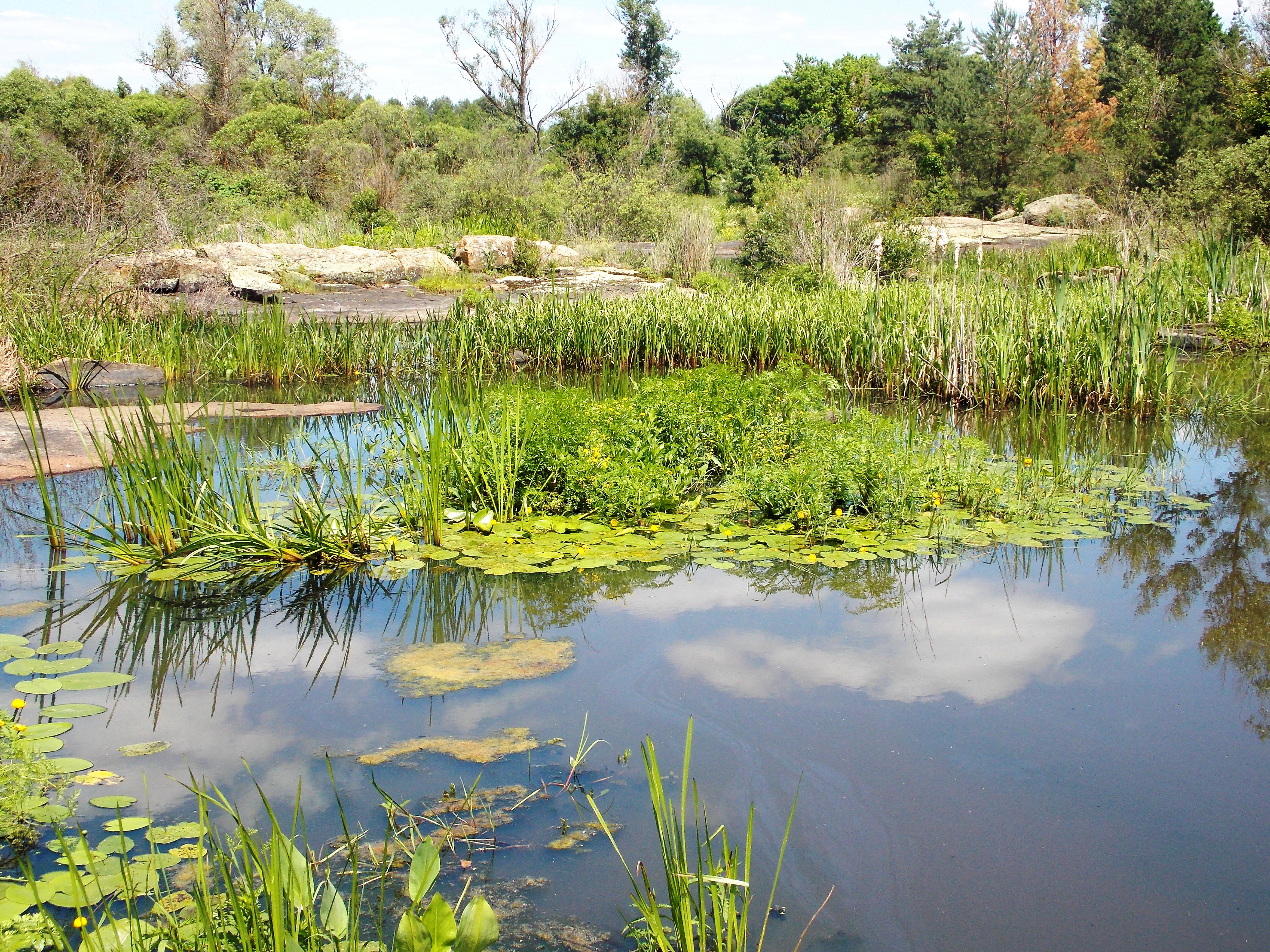
Заплави річки Уж
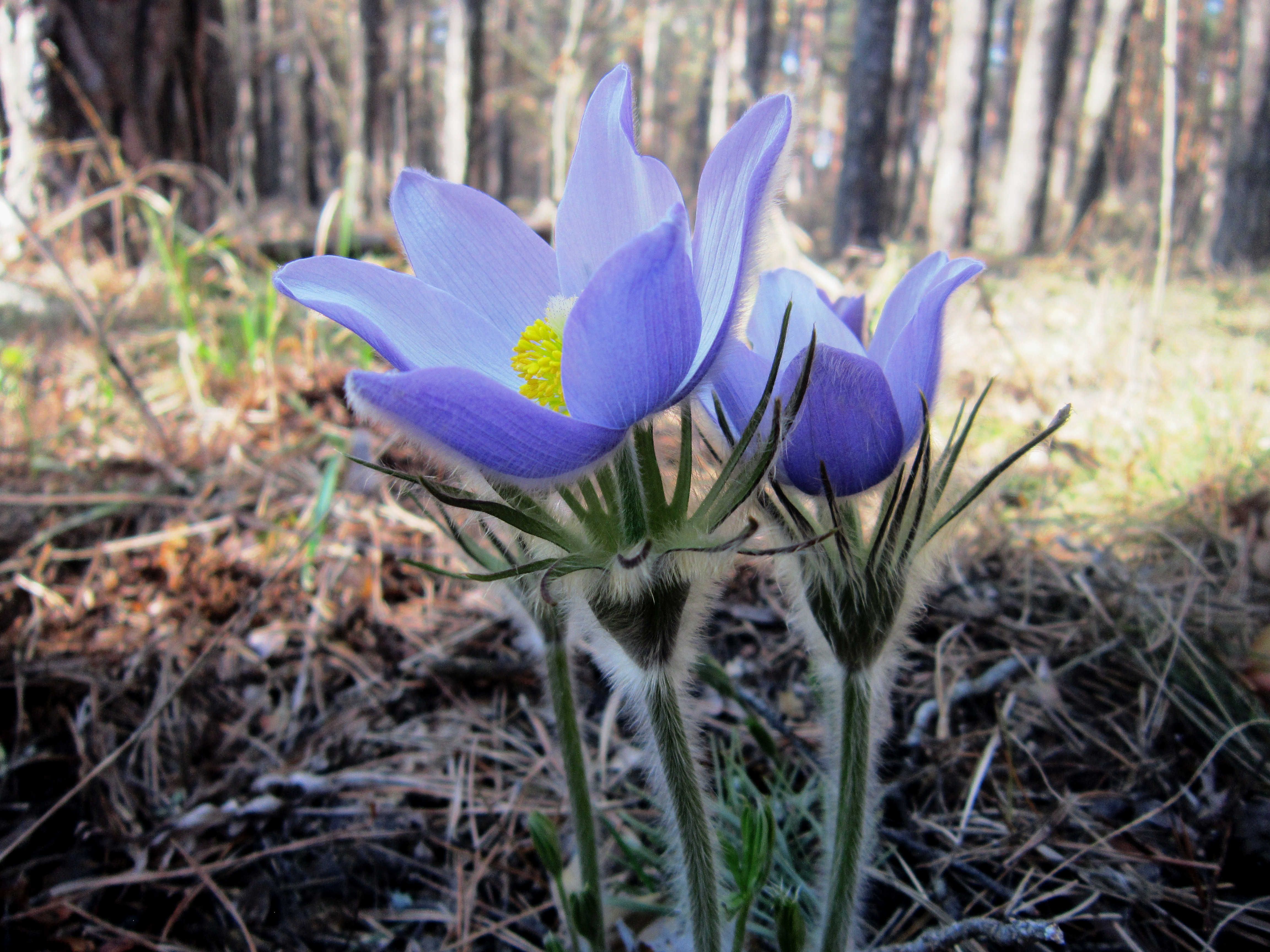
Сон-трава біля Розсохівського
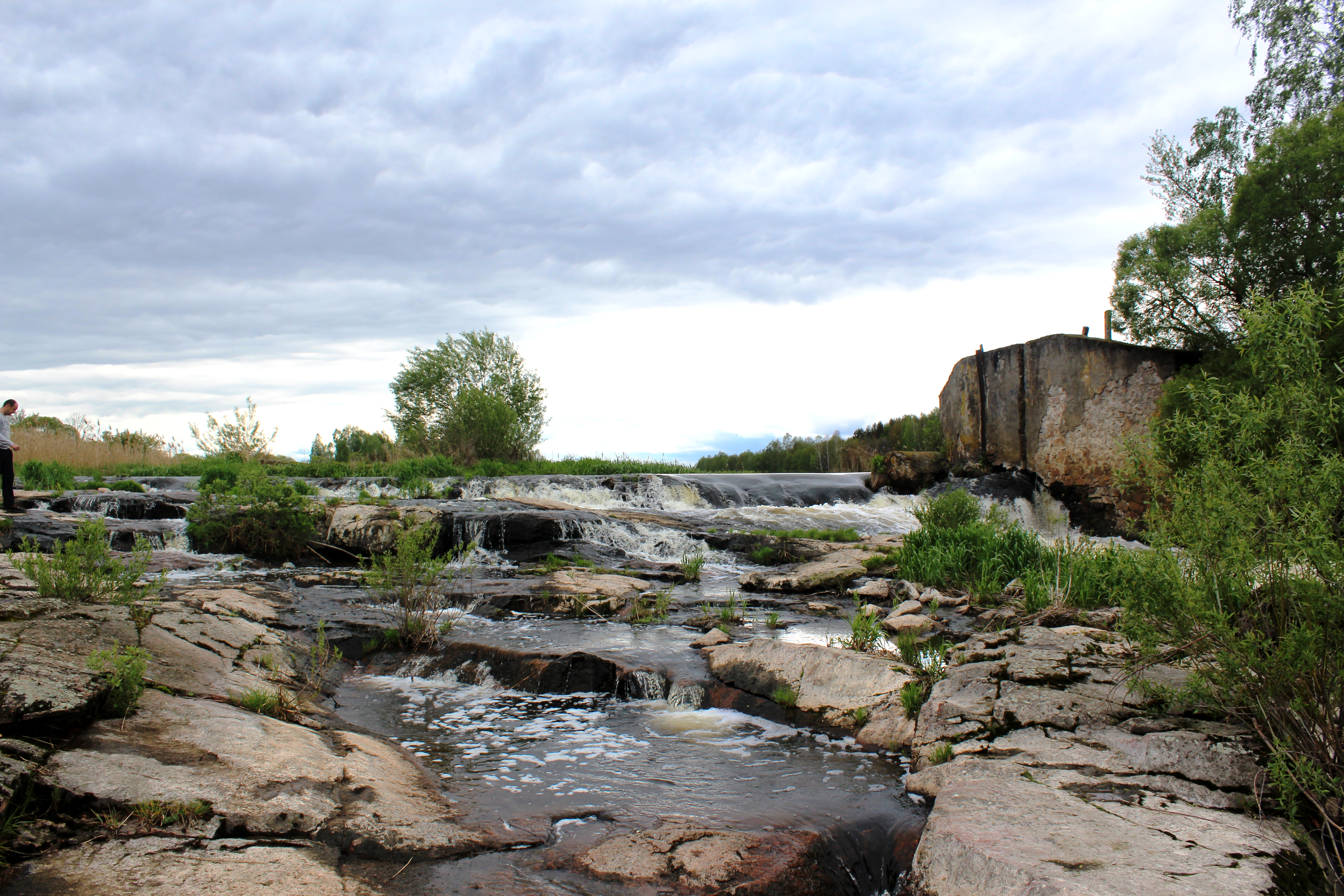
Вихід граніту на поверхню

## Виноски
1. ↑  Заповідник «Древлянський» отримає змогу оформити право користування ще на 4200 га земель // Житомирська ОДА

## Ресурси Інтернету
- Вікісховище має мультимедійні дані за темою: Древлянський природний заповідник
- Офіційне інтернет-представництво Президента України
- Про новий природний заповідник «Древлянський»: Нові заповідники та національні парки Північної України. З серії «Новий злет природно-заповідної справи на Україні» [Архівовано 27 лютого 2021 у Wayback Machine.]
- Сайт заповідника [Архівовано 11 квітня 2015 у Wayback Machine.]
- А. С. Малиновський, О. О. Орлов, І. Г. Грабар. Древлянський природний заповідник, його місце в мережі природно-заповідного фонду України та актуальні завдання наукових досліджень на його території